# Anglo-Vasco
Anglo-Vasco (o també El Anglo) és un barri de la ciutat de Vitòria (Àlaba). Té una població de 4.707 habitants (2008). Es troba a l'est del Nucli Antic i fou el primer eixample que va tenir la ciutat de Vitòria a l'est del nucli medieval.

## Història
Aquest barri està unit en el seu nom i història a una línia ferroviària de via estreta ja desapareguda, la del The Anglo-Basco-Navarro Railway Company, que unia Bergara a Guipúscoa amb Estella-Lizarra a Navarra passant per Vitòria. Aquest tren, que va funcionar entre 1888 i 1968 era conegut com El vasco-navarro a Guipúscoa i com El Anglo a Vitòria. L'estació de Vitòria de l'Anglo es trobava en l'actual Avinguda de los Herrán, sent l'actual barri del mateix nom, l'eixample comprès entre les vies del ferrocarril i el Nucli Antic.
Quan la línia ferroviària es va tancar per la seva nul·la rendibilitat econòmica en 1968, les vies fèrries que passaven per la ciutat es van desmantellar i pel seu traçat es van crear dues amples avingudes, les actuals avingudes Obispo Ballester i Los Herrán. Aquestes avingudes segueixen marcant el límit oriental del barri de l'Anglo. Curiosament Los Herrán porta el nom dels germans que van ser promotors de la línia fèrria al segle xix.
Actualment l'edifici més emblemàtic del barri és el Museu Artium d'art contemporani, inaugurat en 2002.